# Tuba City
Tuba City (Navajo: Tó Naneesdizí) ist eine Stadt im Coconino County im US-Bundesstaat Arizona. Das U.S. Census Bureau hat bei der Volkszählung 2020 eine Einwohnerzahl von 8.072  auf einer Fläche von 23,1 km² ermittelt.
Die Bevölkerungsdichte liegt bei 349 Einwohnern je km². Die meisten Bewohner sind Angehörige der Navajo, neben einer Hopi-Minderheit.  Tuba City ist die größte Gemeinde der Navajo-Nation, in der sich auch die Zentrale der Western Navajo Agency befindet. Der Name stammt von Toova, einem Häuptling der Hopi aus Oraibi, und bedeutet Verschlungene Wasserläufe.

## Geografie und Klima
Tuba City liegt inmitten der Painted Desert und ist etwa 80 km vom östlichen Eingang zum Grand Canyon National Park entfernt. Der Ort befindet sich am U.S. Highway 160, nahe der Kreuzung mit der Arizona State Route 264.
Der Mogollon Rim im Südwesten verhindert, dass die Painted Desert genügend Feuchtigkeit vom Golf von Mexiko erreicht. Das Klima hat eine große Bandbreite mit heißen Sommern und kalten Wintern. Von Oktober bis April ist Frost normal und die Mehrzahl der Winter bringt keinen nennenswerten Schneefall. Die Luftfeuchtigkeit ist sehr gering und beträgt nur ca. 5 Prozent.
|                       | Jan  | Feb  | Mär  | Apr  | Mai  | Jun  | Jul  | Aug  | Sep  | Okt  | Nov  | Dez  |   |       |
| Mittl. Tagesmax. (°C) | 7,4  | 11,7 | 15,6 | 20,2 | 25,4 | 31,7 | 34,1 | 32,6 | 28,6 | 22,2 | 13,5 | 7,8  | ⌀ | 20,9  |
| Mittl. Tagesmin. (°C) | −5,4 | −3,1 | −0,1 | 3,3  | 8,4  | 13,1 | 16,9 | 16,1 | 11,7 | 4,9  | −1,1 | −5,8 | ⌀ | 4,9   |
|                       |      |      |      |      |      |      |      |      |      |      |      |      |   |       |
| Niederschlag (mm)     | 14   | 13,2 | 15   | 6,9  | 8,1  | 4,3  | 16,8 | 17,5 | 24,9 | 21,6 | 10,9 | 8,1  | Σ | 161,3 |
|                       |      |      |      |      |      |      |      |      |      |      |      |      |   |       |
| Regentage (d)         | 4,2  | 3,6  | 5,3  | 2,3  | 3,2  | 2,3  | 6,3  | 6,8  | 4,7  | 4,1  | 3,1  | 3,6  | Σ | 49,5  |

| −5,4 |

| −3,1 |

| −0,1 |

| 3,3 |

| 8,4 |

| 13,1 |

| 16,9 |

| 16,1 |

| 11,7 |

| 4,9 |

| −1,1 |

| −5,8 |

| −5,4 |

| −3,1 |

| −0,1 |

| 3,3 |

| 8,4 |

| 13,1 |

| 16,9 |

| 16,1 |

| 11,7 |

| 4,9 |

| −1,1 |

| −5,8 |

## Geschichte
Aufzeichnungen zur Geschichte der Stadt reichen mehr als 200 Jahre zurück. 1776 besuchte Pater Francisco Garcés die Gegend und berichtete über den Anbau von Feldfrüchten durch die Indianer. Häuptling Tuuvi, nach dem die Stadt benannt wurde, konvertierte zum Mormonentum um 1870 und ermunterte die Mormonen, in der Nähe von Moenkopi zu siedeln. Tuba City wurde 1872 von den Mormonen gegründet. Der Ort war den Hopi, Navajo und Paiute als wasserreiches Gebiet mit vielen Quellen in einer sonst ausgedörrten Wüstenlandschaft bekannt. Im Jahr 1907 erweiterte die Regierung der Vereinigten Staaten das Navajo-Reservat um die Region um Tuba City. 1956 wurde bei Tuba City Uran entdeckt und die Stadt entwickelte sich zu einer boomtown. 1966 wurde die Uranmühle wieder geschlossen und die Anlagen und Abraumhalden bis 1990 dekontaminiert und rekultiviert.

## Touristik
Touristische Ziele: 25 km südöstlich von Tuba City liegt der Cole Mine Canyon am AZ Highway 264. Rund 10 km westlich an der Arizona Route 160 gibt es ein Feld mit Fußabdrücken und versteinerten Eiern von Dinosauriern. Empfohlen wird eine geführte Wanderung. Im Ort selbst befindet sich das Explore Interactive Museum, das von Navajo geführt wird und vieles Wissenswerte über deren Leben, Geschichte und Traditionen zeigt. In der Nähe ist auch die 1870 errichtete Tuba City Trading Post zu besichtigen.